# Hemisphaeronotus flavidus
Hemisphaeronotus flavidus är en tvåvingeart som beskrevs av Saigusa 2007. Hemisphaeronotus flavidus ingår i släktet Hemisphaeronotus och familjen svampmyggor. Inga underarter finns listade i Catalogue of Life.